# 난고역
난고역(일본어: 南郷駅)은 일본 미야자키현 니치난시에 위치한 규슈 여객철도 니치난 선의 철도역이다. 단선 승강장 1면 1선의 구조를 갖춘 지상역이다.

## 이용 현황
| 승차 인원 추이 | 승차 인원 추이 |
| 연도           | 1일 평균       |
| -------------- | -------------- |
| 2002           | 389            |
| 2003           |                |
| 2004           | 387            |
| 2005           | 322            |
| 2006           | 314            |
| 2007           | 283            |
| 2008           | 265            |
| 2009           | 209            |
| 2010           | 179            |
| 2011           | 159            |
| 2012           | 160            |

## 역 주변
- 니치난 시 난고 종합지소
- 니치난 시 난고 추오공원 야구장

## 역사
- 1936년 3월 1일 : 시부시 선 요와라 - 오도쓰 간 개업에 의해 개업.
- 1963년 5월 8일 : 니치난 선 미나미미야자키 - 기타고 간 개업에 의해 니치난 선으로 편입.
- 1971년 2월 1일 : 화물 영업 폐지.
- 1987년 4월 1일 : 일본국유철도 분할 민영화에 의해, 규슈 여객철도가 승계.

## 인접 역
| 니치난 선                  | 니치난 선               | 니치난 선              |
| -------------------------- | ----------------------- | ---------------------- |
| 오도쓰 미나미미야자키 방면 | ■ 쾌속 '니치난 마린 호' | 요와라 시부시 방면     |
| 오도쓰 미나미미야자키 방면 | ■ 보통                  | 다니노쿠치 시부시 방면 |